# AS Sociedade Unida
AS Sociedade Unida, beter bekend als ASSU is een Braziliaans voetbalclub uit Assu, in de deelstaat Rio Grande do Norte.

## Geschiedenis
De club werd opgericht in 2002 en debuteerde datzelfde jaar in het Campeonato Potiguar. In 2009 won de club in de finale van Potyguar en werd zo voor het eerst staatskampioen. Hierdoor mocht de club in 2010 aantreden in de Copa do Brasil, waar ze in de eerste ronde verloren van Atlético Goianiense. In 2014 degradeerde de club voor het eerst, maar kon de afwezigheid bij de elite wel tot één seizoen beperken. 

## Erelijst
Campeonato Potiguar
2009
Copa RN
2009